# 32. pehotna brigada (ZDA)
32. pehotna brigada (izvirno angleško 32nd Infantry Brigade) je bila pehotna brigada Kopenske vojske Združenih držav Amerike.